# Arena Football League
L'Arena Football League (AFL) est fondée en 1987 pour gérer et organiser un championnat de football américain en salle aux États-Unis. Créée par Jim Foster, elle est la troisième ligue par le nombre d'années d'existence au football professionnel en Amérique du Nord, après la LCF et la National Football League (NFL). L'AFL joue selon des règles exclusives appelées « arena football », une forme de football américain en salle, jouée sur un terrain de 66 yards sur 28 (environ un quart de la surface d'un terrain de la NFL), avec des règles encourageant les performances offensives, entraînant un jeu plus rapide et plus performant. Le sport est inventé au début des années 1980 et breveté par Foster, ancien dirigeant de la United States Football League (USFL) et de la NFL. De 2000 à 2009, l'AFL a son propre championnat de développement, l'AF2.
L'AFL joue 22 saisons de 1987 à 2008 ; des problèmes internes entraînent l'annulation de celle de 2009, bien que l'AF2 joue. Plus tard dans l'année, l'AFL et l'AF2 sont dissoutes et réorganisées en une nouvelle société comprenant des équipes des deux associations. L'AFL revient en 2010. L'assistance moyenne par match depuis son retour en 2010 est d'environ 9 500 personnes.
L'AFL a toujours eu une empreinte nationale et est reconnue comme la plus importante corporation de football en salle professionnelle en Amérique du Nord, offrant une rémunération plus élevée, une couverture médiatique plus large et une plus longue histoire que la concurrence. Après un maximum de 19 équipes en 2007, il n'en reste plus que six pour 2019, toutes situées dans le nord-est des États-Unis.

## Histoire

Le logo utilisé de 1987 à 2002.

Jim Foster, responsable des promotions à la NFL, conçoit son nouveau sport en regardant un match de football en salle au Madison Square Garden en 1981. Pendant le match, il écrit son idée sur une enveloppe de 9 × 12, avec des croquis du terrain et des notes de jeu,. Il présente l'idée à quelques amis dans les bureaux de la NFL, où il reçoit des éloges et des encouragements pour son concept. Après avoir solidifié les règles et établi un plan d’affaires, complété par des croquis réalisés par un artiste professionnel, Foster présente son idée à divers réseaux de télévision. Il conclut un accord avec la National Broadcasting Company (NBC) pour un « test match ».
Ses projets sont suspendus en 1982 avec le lancement de l'United States Football League. Foster quitte la NFL pour accepter une position à l'USFL. Il devient finalement vice-président exécutif du Blitz de Chicago (en), où il revient à son concept de football américain en salle. En 1983, il commence à organiser le test match durant son temps libre au Blitz. En 1985, l'USFL cesse ses activités et Foster commence à consacrer tout son temps au football américain en salle. Le 27 avril 1986, son concept est réalisé lorsque le test match est joué,.

### «Playtest Game»
Le premier match AFL est joué (appelé « playtest game ») le 27 avril 1986 à Rockford, dans l'Illinois dans le Rockford Metro Centrer entre les Metros de Rockford et les Politicians de Chicago (score 30-18). Les sponsors, des joueurs et des entraîneurs des collèges locaux sont recrutés pour jouer pour les équipes, les Politicians et les Metros, avec la garantie que cet essai ferait décoller son idée. L'intérêt est suffisamment élevé à la suite du jeu test initial pour que Foster décide de mettre sur pied un deuxième match exhibition qui a lieu le 27 février 1987 au Rosemont Horizon à Chicago et oppose les Bruisers de Chicago au Vise de Miami, avec un budget de 20 000 $, soit cinq fois les 4 000 $ du match initial. Foster invite également ESPN à envoyer une équipe de tournage au jeu ; un package de faits saillants est diffusé sur SportsCenter.

### La saison inaugurale

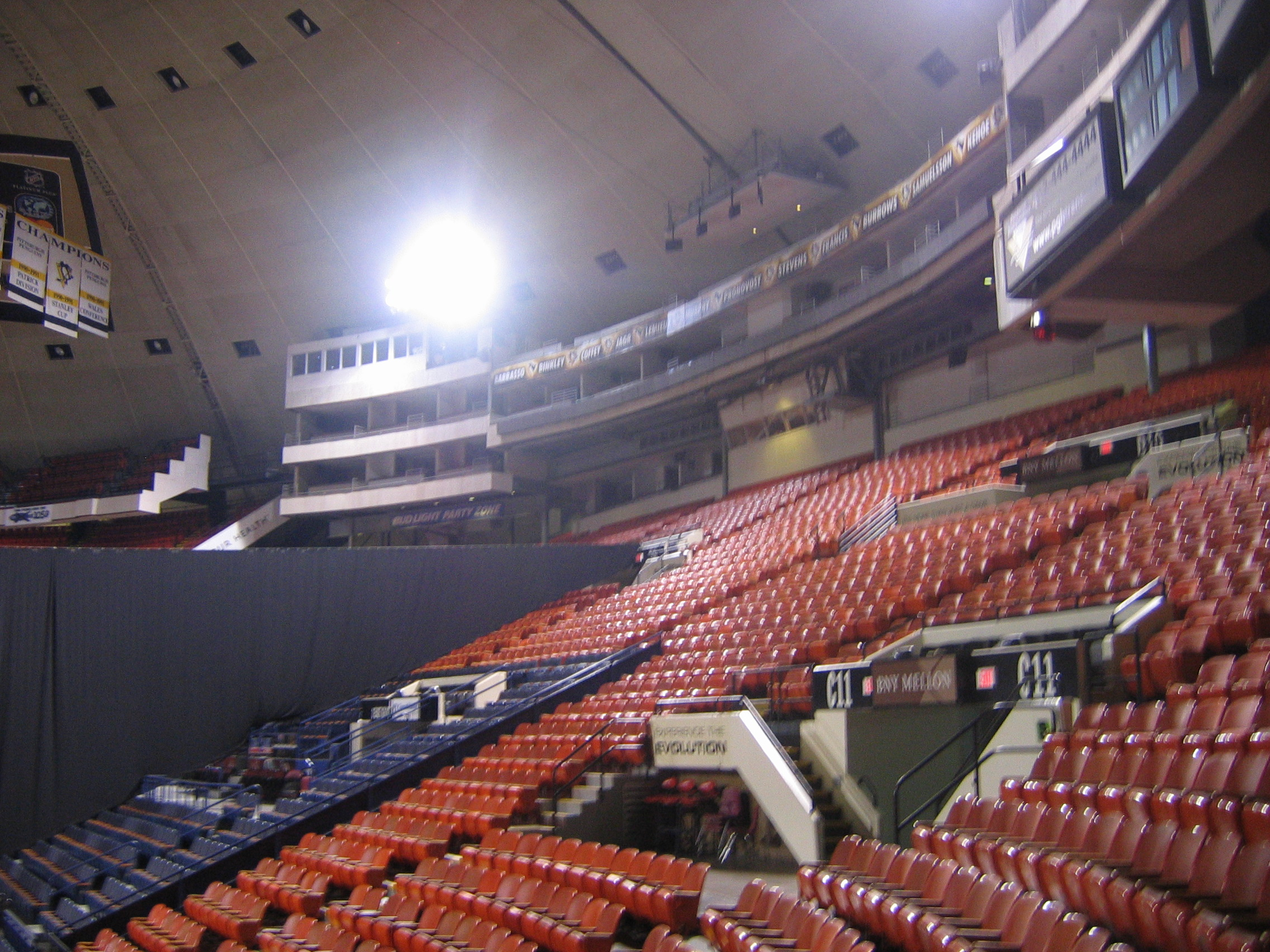
La Civic Arena de Pittsburgh, théâtre du premier match officiel d'arena football de l'histoire en 1987.

Après le succès de ses matchs d'essai, Foster avance avec son idée. L'Arena Football League est créée en 1987 comme ligue de football américain en salle. Lors de la première année, quatre franchises participent : les Bruisers de Chicago, le Dynamite de Denver, les Gladiators de Pittsburgh et les Commandos de Washington. Foster nomme le légendaire Darrel « Mouse » Davis, parrain du « run and shoot », directeur exécutif des opérations football. Davis engage les entraîneurs d'origine et est l'architecte du jeu ultra-offensif de ce sport.
Le premier match de l'histoire de l'AFL est disputé le 19 juin 1987 entre les Gladiators et les Commandos à la Pittsburgh Civic Arena devant 12 117 spectateurs,. Le jeu n'est délibérément pas télévisé afin de pouvoir être analysé et pour que les échecs ne soient pas soumis à l'examen du public. Après le match inaugural, des ajustements sont faits, et la compétition continue. Le Dynamite et les Bruisers jouent le premier match télévisé de l’AFL la nuit suivante, le 20 juin 1987, au Rosemont Horizon dans la banlieue de Chicago, retransmis sur ESPN, avec Bob Rathbun et Lee Corso. L'émission montre un court extrait du jeu Commandos-Gladiators. Chaque équipe joue six matchs, deux contre chaque autre équipe. Les deux meilleures équipes, Denver et Pittsburgh, s'affrontent dans le premier championnat AFL, l'ArenaBowl I.
Le 30 septembre 1987, Foster dépose une demande auprès de l'Office des brevets et des marques des États-Unis d'Amérique pour faire breveter son sport. La demande de brevet couvre les règles du jeu, en précisant en détail les poteaux de but et le filet de rebond et leur impact sur le jeu. La demande de Foster est accordée le 27 mars 1990. Ceci signifie que d'autres fédérations de football américain en salle doivent jouer selon des règles sensiblement différentes ; le brevet, cependant, est programmé pour expirer en septembre 2007,. Également en 2007, la société ESPN prend une participation minoritaire dans l'entreprise AFL et signe un contrat de 5 ans lui assurant la diffusion de 26 matchs par an. De plus la société a la possibilité de retransmettre ces matchs sur ses différentes chaînes et services multimédia.

### Les premières années (1987-1999)

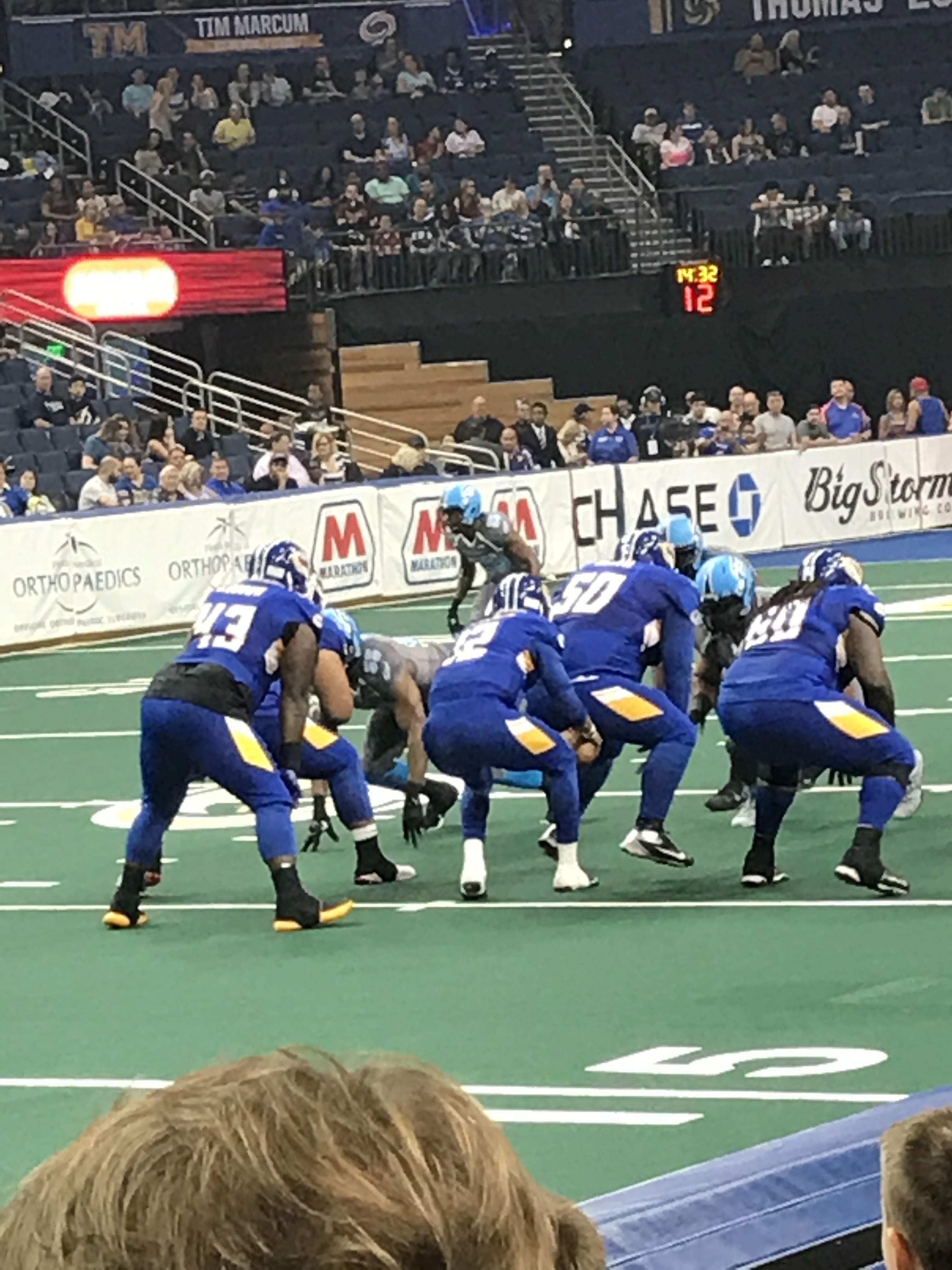
Le Storm de Tampa Bay. L'une des deux équipes les plus titrées de l'AFL avec les Rattlers de l'Arizona (5 ArenaBowls)

Depuis sa création, l’AFL opère dans un état de semi-obscurité ; beaucoup d'Américains ont entendu le terme « football d'arène » mais ne savent pratiquement rien de la compétition elle-même. De 1987 jusqu'à la fin des années 1990, les matchs sont surtout diffusés sur ESPN, qui retransmet des matchs en différé, souvent bien après minuit, et qui sont souvent adaptés au créneau horaire prévu,,,. L'arena football fait ses premiers pas vers la gloire en 1998, lorsque l'ArenaBowl XII est télévisé à l'échelle nationale dans le cadre du Wide World of Sports d'ABC. Le samedi 23 juillet 1989, une grande partie de l'Amérique découvre l'AFL pour une raison fortuite, lorsque l'entraîneur-chef des Gladiators de Pittsburgh, Joe Haering, attire l'attention nationale en frappant le commissaire Jim Foster lors d'un match contre les Bruisers de Chicago. L'histoire est relayée par les médias nationaux, notamment une photo dans USA Today. Le match est disputé entre les deux équipes dans l'ARCO Arena de Sacramento, dans le cadre de la tournée de l'AFL « Barnstorming America ». Foster se rend sur le terrain de jeu pour arrêter une altercation entre les deux équipes lorsque Haering, ancien assistant de la NFL, lui assène un coup de poing à la mâchoire. Haering est suspendu sans salaire.
L'une des premières réussites est l'équipe Drive de Détroit. L'équipe principale pour certains des joueurs les plus réputés de l'AFL, notamment George LaFrance, Gary et Alvin Rettig, mais aussi une deuxième chance en carrière pour le quarterback Art Schlichter, The Drive joue régulièrement joué à guichets fermés à la Joe Louis Arena. Elle atteint l'Arena Bowl chaque année de son existence (1988-1993). La première dynastie de l'AFL s'achève lorsque leur propriétaire, Mike Ilitch (également propriétaire de Little Caesars Pizza et des Red Wings de Detroit) achète les Tigers de Detroit et vend l'équipe AFL.
Bien que le Drive se déplace dans le Massachusetts pour devenir les Marauders du Massachusetts en 1994, l’AFL compte un certain nombre d’autres équipes qu’elle considère comme des « dynasties » entre 1994 et 2016. Parmi celles-ci, les meilleures sont le Storm de Tampa Bay et leurs rivaux les Predators d’Orlando, ainsi que les SaberCats de San José et leurs rivaux, les Rattlers de l'Arizona. Ces quatre équipes remportent 14 des 22 Arena Bowls au cours de cette période et participent à toutes les finales sauf deux entre 1994 et 2017.
En 1993, le premier All-Star Game est organisé à Des Moines, dans l'Iowa, futur domicile des Iowa Barnstormers, afin de recueillir des fonds pour les victimes des inondations dans la région. La Conférence nationale triomphe de la Conférence américaine 64 à 40 devant une foule de 7 189 personnes. Le deuxième All-Star Game a lieu en octobre 1993, avec deux matchs, le premier à Honolulu, à Hawaii, le second à Pékin, en Chine.
Alors que certaines équipes ont connu un succès considérable, même financier, sur le terrain, de nombreuses équipes n’ont connu que peu de réussite, que ce soit sur le terrain ou en dehors. Un certain nombre de franchises existent sous la forme d’une série d’équipes largement indépendantes, avec peu ou pas de continuité d’entraîneurs ou de joueurs, sous de nombreux groupes de gestion, jusqu’à ce qu’elles disparaissent. Parmi les exemples, citons les New York City Hawks, dont les propriétaires ont transféré l’équipe de New York à Hartford, dans le Connecticut, pour devenir les New England Sea Wolves après deux ans, puis les vendre après deux autres années pour devenir les Toronto Phantoms qui durent encore deux printemps jusqu'à leur disparition. Les raisons de l'échec de ces équipes sont multiples : la faiblesse financière des groupes de propriétaires, manque de soutien financier important de la part de propriétaires capables de le fournir, manque de couverture médiatique et manque évident d'intérêt de la ville hôte pour son équipe ou le sport dans son ensemble,,.

### Le nouveau millénaire (2000-2008)

Le logo de l'AFL de 2003 à 2008.

L'année 2000 suscite un intérêt accru pour l'AFL. Le quarterback des Rams de Saint-Louis, Kurt Warner, qui est le MVP du Super Bowl XXXIV, est remarqué pour la première fois alors qu'il joue pour les Iowa Barnstormers. L’histoire de Warner donne une exposition positive et elle apporte un nouvel accord télévisé avec TNN qui, contrairement à ESPN, diffuse les matchs en direct. Bien que cela ne soit pas financièrement lucratif, cela aide à préparer le terrain pour ce que l'AFL deviendra dans le nouveau millénaire. En outre, l’année voit également la création de l’AF2, une ligue de développement comparable à la NFL Europe de la NFL. Il y a eu beaucoup d'expansion dans les années 2000. Les équipes d'extension comprennent les Wranglers d'Austin, les Cobras de la Caroline, les Avengers de Los Angeles, le Rush de Chicago, le Fury de Détroit, les Desperados de Dallas, le Crush du Colorado, le VooDoo de la Nouvelle-Orléans, le Soul de Philadelphie, les Kats de Nashville, le Brigade de Kansas City, les Dragons de New York et le Blaze de l'Utah. Certaines de ces équipes, notamment le Crush, les Desperados, les Kats et le VooDoo, sont la propriété pendant moins une partie de leur existence du même groupe, à qui appartiennent les équipes de la NFL dans leur ville hôte. De toutes ces équipes, seul le Soul de Philadelphie survit.
En 2003, la saison passe à 16 matchs. Il y a aussi plusieurs changements de règles au cours de cette période. En 2005, les joueurs ne sont plus autorisés à sortir des limites du terrain. C'est aussi la première fois que l'ArenaBowl est joué sur un terrain neutre. En 2007, les remplacements libres sont autorisées, mettant fin à l'ère « Ironman » ou les joueurs font partie à la fois des équipes offensives et défensives (one-platoon system), les jeux se terminant par un match nul ne sont plus permis. Et en 2008, le linebacker « jack » est autorisé à aller de d'un côté à l'autre sans être pénalisé pour « défense illégale ».

### Le déclin (2008-2009)
Après 12 ans passés en tant que commissaire de l'AFL, David Baker prend sa retraite de façon inattendue le 25 juillet 2008, deux jours seulement avant l'ArenaBowl XXII. Le sous-commissaire Ed Policy est nommé commissaire par intérim jusqu'à la nomination du remplaçant de Baker. Ce dernier explique : « Quand j'ai pris mes fonctions de commissaire, je pensais que ce serait pour un an. Cela s'est transformé en 12 ans. Mais maintenant, le moment est venu. » En octobre 2008, Tom Benson annonce que le VooDoo de La Nouvelle-Orléans cesse ses opérations en raison de circonstances affectant actuellement l'équipe. Peu de temps après, un article du Sports Business Journal annonce que l’AFL a signé un accord de principe pour la vente d’une participation de 100 millions de dollars à Platinum Equity ; en contrepartie, Platinum Equity créerait un modèle d'entreprise centralisé à entité unique qui rationaliserait les opérations des deux confédérations et des équipes et leur permettrait d'être plus rentable. La décision de Benson d'arrêter les VooDoo intervient lors de la téléconférence de Platinum Equity, ce qui laisse penser que la cessation d'activités vient à cause de l'accord.
En raison de la perte soudaine de la franchise de La Nouvelle-Orléans, le début de la période d'agent libre est retardée afin de pouvoir accueillir une draft de dispersion des joueurs du Voodoo. Des dates sont finalement annoncées, le 2 décembre pour la draft de dispersion et le 4 décembre pour les agents libres, mais peu de temps avant, un communiqué de presse annonce qu'elle est reportée d'un jour, au 3 décembre. Quelques jours plus tard, un autre communiqué annonce que la draft aura lieu le 9 décembre et que le libre-échange commencera le 11 décembre. Toutefois, la draft n’a toujours pas lieu et un autre communiqué est publié indiquant qu'elle, ainsi que l'agence libre sont reportés indéfiniment. Des rumeurs commencent à circuler selon lesquelles la ligue est en difficulté et sur le point de se retirer, mais les propriétaires nient ces affirmations. Il est bientôt révélé que le syndicat des joueurs accepte de réduire le plafond salarial pour 2009 afin d'éviter une cessation totale des opérations. En plus de cela, l'investissement annoncé de Platinum Equity ne s'est jamais concrétisé.

#### Saison 2009 annulée
Bien que l'AF2 joue sa dixième saison en 2009, une conférence tenue en décembre 2008 amène suffisamment de votes des propriétaires et une coopération de l'AFLPA pour que l'AFL suspende tout 2009 afin de créer un plan à long terme pour améliorer son modèle économique. Ce faisant, l'AFL devient la deuxième entité sportive à annuler un championnat complet, après que la LNH a annulé celui de 2004-2005 en raison d'un lock-out. L'AFL devient également la troisième à perdre les playoffs, la première étant la Major League Baseball, en 1994, à cause d'une grève. Les efforts de reformatage du modèle commercial sont placés sous la direction du propriétaire des Destroyers de Columbus, Jim Renacci, et du commissaire intérimaire, Ed Policy. Ce dernier annonce sa démission, amenant de grands espoirs pour l'AFL, citant l'obsolescence de son poste. Deux semaines plus tard, les Avengers de Los Angeles annoncent qu’ils arrêtent officiellement leurs activités. Un mois plus tard, parce que la date limite pour ratifier officiellement la nouvelle convention collective est passée, l'assurance maladie des joueurs est supprimée. Les progrès pour le retour stagnent et aucune annonce n’est faite concernant l’avenir.
Le 20 juillet 2009, Sports Business Journal signale que l'AFL doit environ 14 millions de dollars à ses créanciers et envisage de déposer une demande de protection du Chapitre 11 de la loi sur les faillites des États-Unis. Début août 2009, de nombreux médias commencent à rapporter que l'AFL cesse les activités de manière permanente et déposerait le bilan selon le chapitre 7 de la loi sur les faillites des États-Unis. Une déclaration est publiée le 4 août selon laquelle elle suspend ses opérations pour une durée indéterminée. Malgré cela, plusieurs créanciers déposent des documents pour forcer une liquidation en vertu du chapitre 7 pour le cas où cela ne serait pas fait volontairement. Cette demande est acceptée le 7 août, mais convertie en une réorganisation du chapitre 11 le 26 août.

### La renaissance (2010-2014)

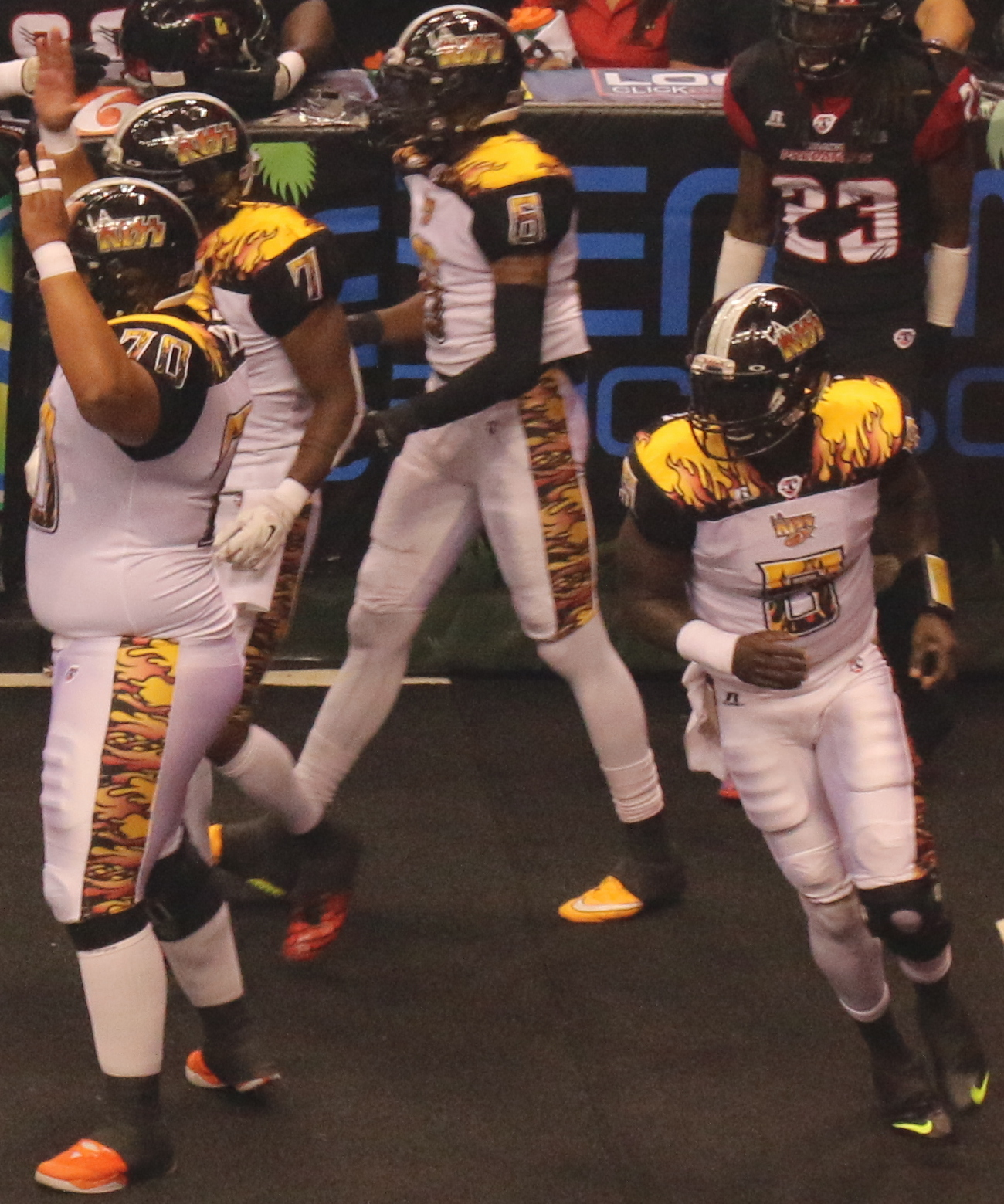
Le Kiss de Los Angeles, l'équipe AFL propriété de Gene Simmons et de Paul Stanley (artiste), du groupe Kiss, de 2014 à 2016.

Après la suspension, les officiels et les propriétaires de l'AF2 (qui joue comme prévu en 2009) commencent à discuter de l'avenir des deux corporations. Avec sa participation de 50,1% dans l'AF2, la faillite et la dissolution de l'AFL entraînent également celle de l'AF2, qui est officiellement considérée comme dissoute le 8 septembre 2009, quand aucun propriétaire n'engage son équipe à cette date limite. Pour des raisons juridiques, les officiels et les propriétaires de l'AF2 acceptent de former une nouvelle entité, Arena Football 1 (AF1), avec d'anciennes équipes de l'AFL, les Rattlers de l'Arizona et les Predators d'Orlando, rejoignant l'ancienne AF2,.
Tous les actifs de l'AFL sont mis aux enchères. Le 11 novembre 2009, la nouvelle entité annonce son intention d’acquérir la totalité des actifs de l’ancienne AFL ; comprenant les noms et les logos des équipes de toutes les anciennes équipes AFL et AF2, sauf une. La seule exception est celle des Desperados de Dallas ; le propriétaire des Desperados, Jerry Jones, a délibérément réuni les propriétés des Desperados et celles des Cowboys de Dallas, rendant ainsi les deux inséparables. La vente aux enchères a lieu le 25 novembre 2009. Les actifs sont attribués à Arena Football 1 le 7 décembre 2009 avec une enchère gagnante de 6,1 millions de dollars.
Le 17 février 2010, AF1 annonce qu'elle utilisera le nom « Arena Football League ». Elle annonce ses projets pour l'année à venir et les détails de son contrat avec NFL Network pour la diffusion des matchs de l'AFL en 2010. Les équipes AF1 ont la possibilité de réutiliser les noms historiques de leurs équipes. En plus des équipes historiques, deux nouvelles franchises d’expansion s'ajoutent, les Vigilantes de Dallas et les Sharks de Jacksonville.
En 2011, le Soul de Philadelphie, le Brigade de Kansas City, les SaberCats de San Jose, le VooDoo de la Nouvelle-Orléans et le Force de la Géorgie reviennent après avoir joué pour la dernière fois en 2008. L'AFL ajoute une équipe d’expansion, le Power de Pittsburgh. Lynn Swann, ancien wide receiver des Steelers de Pittsburgh, est l'un des propriétaires de l'équipe. C'est la première fois que l'AFL retourne à Pittsburgh depuis les Gladiators de Pittsburgh en 1987, avant qu'ils deviennent le Storm de Tampa Bay. Kansas City change de nom et devient le Command de Kansas City. Même s’ils sont de retour, les Battle Wings de Bossier-Shreveport s’installent à la Nouvelle-Orléans sous le nom de Voodoo, l’identité qui appartenait autrefois au propriétaire des Saints de la Nouvelle-Orléans, Tom Benson. Les Vipers de l'Alabama déménagent à Duluth, en Géorgie, pour devenir le Force de la Géorgie (la franchise précédente de ce nom étant la continuation de la première franchise des Kats de Nashville). L'Iron de Milwaukee change également de nom pour devenir les Mustangs de Milwaukee, le nom de l’équipe originale AFL de Milwaukee, qui existait de 1994 à 2001.
En 2012, l'AFL célèbre son 25e anniversaire. Le départ est donné le 9 mars 2012 mais avant cela, les Talons de Tulsa déménagent à San Antonio, au Texas, et Jeffrey Vinik devient propriétaire du Storm de Tampa Bay. Les Vigilantes de Dallas ne sont pas inscrits au programme de 2012, sans annonce de la part de leur direction. Par la suite, l'équipe est discrètement dissoute sans qu'aucune annonce officielle n'ait jamais été publiée. À l'instar de la NFL, l'AFL reporte la période d'agence libre au 31 octobre en raison de l'ouragan Sandy.

Le logo AFL Net10 Wire

Le 12 décembre 2012, il est annoncé que l'AFL a conclu un accord de partenariat avec NET10 Wireless pour devenir le premier sport professionnel non liée aux activités motorisés aux États-Unis à avoir un sponsor principal, devenant ainsi la NET10 Wireless Arena Football League. Le nouveau site Web affiche le nouveau logo qui incorpore l'actuel logo AFL à celui de NET10 Wireless. L'accord de parrainage se termine en 2014 après un partenariat de deux ans.
En 2013, deux nouvelles franchises arrivent pour jouer en 2014, le Kiss de Los Angeles, propriété de Gene Simmons et Paul Stanley du groupe de rock Kiss, et le Thunder de Portland.
En 2014, une nouvelle équipe est octroyée à l'ancien chanteur de Mötley Crüe, Vince Neil, ancien copropriétaire des Sharks de Jacksonville. Cette franchise, les Outlaws de Las Vegas, dispute ses matchs à domicile au Thomas & Mack Center, qui abritait auparavant le Sting de Las Vegas et les Gladiators de Las Vegas. Après 20 ans d'expérience, l'un des piliers de l'AFL, les Barnstormers de l'Iowa, la quittent pour rejoindre l'Indoor Football League (IFL). Les Talons de San Antonio disparaissent le 13 octobre 2014, après que l'AFL (à qui appartient l'équipe) ne réussit pas à trouver un nouveau propriétaire. Le 16 novembre, malgré une saison record, le Power de Pittsburgh devient la deuxième équipe à cesser ses activités. Cela résulte d'une faible fréquentation. Il est annoncé par la suite que le Power reste en sommeil pour 2015 et cherche de nouveaux propriétaires. Cependant, aucun nouveau groupe de propriété ne s'est matérialisé.

### Réduction du nombre d'équipes (2015-2017)
Jerry Kurz renonce à ses fonctions de commissaire de l'AFL alors qu'il est promu premier président de l'AFL. L'ancien PDG de Foxwoods, Scott Butera, est embauché pour lui succéder à la Commission.
Le 9 août 2015, ESPN annonce que les VooDoo de La Nouvelle-Orléans et les Outlaws de Las Vegas cessent leurs activités. À peu près un mois plus tard, le Shock de Spokane quitte officiellement l'AFL et rejoint l'IFL sous le nouveau nom de Spokane Empire, devenant la cinquième franchise active AFL / af2 à partir pour l'IFL depuis la faillite de 2009 (les Barnstormers de l'Iowa, le Fever de Tri-Cities, le Blizzard de Green Bay et les Twisters de l'Arkansas—maintenant Texas Revolution—étant partis avant).
Le 12 novembre, le champion en titre, les SaberCats de San José, cesse ses activités pour des raisons « sans rapport avec les opérations de la ligue ». Une déclaration de l'association indique que l’AFL s’efforce de trouver de nouveaux propriétaires à long terme pour la franchise. Ceci les laisse avec 8 équipes pour 2016.
Le 6 janvier 2016, la propriété et le contrôle opérationnel du Thunder de Portland est retiré à ses anciens propriétaires. L'AFL déclare que cette décision est prise après des mois de tentatives pour mettre au point un accord prévoyant un soutien financier et opérationnel. Le 3 février 2016, il est annoncé que la franchise repartira de zéro et ne s'appellera plus Thunder car le nom et les marques de commerce appartiennent à l'ancien propriétaire de la franchise, Terry Emmert (similaire au mouvement de Jerry Jones avec les Desperados). Le commissaire Scott Butera annonce qu'une nouvelle identité sera annoncée ultérieurement. Le 24 février 2016, les Thunder sont renommés Steel de Portland.
Le calendrier 2016, annoncé sur le site web officiel le 10 décembre 2015, montre un championnat à huit équipes disputant 16 matchs sur 18 semaines, avec deux semaines de repos pour chaque équipe, une par rotation et l'autre « universel bye » pour toutes les équipes pendant le week-end de la fête de l'indépendance, le premier week-end de juillet. Toutes les équipes se qualifient pour les séries éliminatoires, ce qui signifie que la saison régulière ne sert qu'à établir le classement.
Le 10 février 2016, le Washington Post et la station de radio WTOP-FM annoncent que Monumental Sports & Entertainment (Ted Leonsis, président), propriétaire des Capitals de Washington de la NHL, des Wizards de Washington de la NBA et des Mystics de Washington de la WNBA, est « proche d’un accord » pour apporter une nouvelle franchise d’expansion au Verizon Center. Un mois après, Scott Butera annonce que l'accord est finalisé et que la nouvelle équipe de Washington, DC, commencera à jouer en 2017. Le 14 juillet 2016, le nom de l'équipe est révélé, le Valor de Washington. Il est également question de revenir à San Antonio et à Saint-Louis, ainsi que d’une nouvelle équipe potentielle pour Sacramento. Cependant, lors de l'annonce du programme 2017, aucune équipe de ces trois villes n'est mentionnée.
Le 12 octobre 2016, les Predators d'Orlando annoncent être partis en raison du nombre réduit d'équipes et d'autres différends en suspens. Quelques heures plus tard, les Sharks de Jacksonville annoncent également qu'ils quittent l'AFL et rejoignent plus tard la National Arena League. Le lendemain, il est annoncé que les Rattlers de l'Arizona sont en train de planifier leur départ de l'AFL pour l'IFL en 2017. Dans le même rapport, il est indiqué que le Kiss de Los Angeles et le Steel de Portland se retirent après que les deux équipes ont échoué à répondre aux appels ou à répondre aux demandes de renseignements concernant les achats de billets pour 2017. Plus tard le 13 octobre, une téléconférence est tenue avec les propriétaires restants et publie une déclaration le lendemain matin indiquant que la ligue sera maintenue à long terme, bien qu'elle ne se soit pas expressément engagée à jouer en 2017 à cette date. Le lendemain, l'AFL organise une draft de dispersion avec les cinq équipes sélectionnant des joueurs des formations de Jacksonville, Los Angeles, Orlando et Portland. Les Rattlers quittent ensuite officiellement l'AFL pour l'IFL le 17 octobre, laissant quatre équipes derrière eux. Ils sont la sixième équipe à partir pour l'IFL depuis la relance de 2010. Le 14 novembre, l'AFL annonce qu'elle accorde une deuxième franchise au propriétaire du Valor de Washington, Ted Leonsis, basée à Baltimore, le Brigade de Baltimore, ce qui permettra un championnat à cinq équipes.
Le 23 août 2017, semaine de l'ArenaBowl XXX, de nombreuses sources révèlent que l'AFL envisage de s'étendre à Albany, New York et Newark, dans le New Jersey, en 2018. L’Empire d'Albany est confirmé le 24 octobre. L’équipe dirigée par George Randolph Hearst III, membre de la direction de Hearst Communications, partage la gestion non liée au football avec le Soul de Philadelphie. Le 28 novembre, les Gladiators de Cleveland annoncent qu'ils sont obligés de prendre un congé de deux ans pendant que leur salle, partagée avec les Cavaliers de Cleveland de la NBA, est en construction hors-saison. Le mois suivant, l'équipe AFL la plus ancienne, avec des racines de franchise depuis l'inauguration de l'AFL, le Storm de Tampa Bay, suspend aussi ses opérations en raison de problèmes financiers.

### La réorganisation (2018–2019)

L'ancien logo de l'AFL utilisé de 2009 à 2018.

En février 2018, le nouveau calendrier est finalisé avec seulement quatre équipes restantes, ce qui correspond à la taille initiale de l'AFL en 1987.
Le 16 mars 2018, le syndicat des joueurs de l'AFL et les dirigeants concluent un nouvel accord sur une convention collective de quatre ans, doublant presque le montant de l'indemnisation des joueurs et accordant des prestations d'assurance-maladie élargies, après l'expiration de la précédente convention collective après 2017. L'entente est finalement conclue.
Le 27 mars 2018, l'AFL annonce que le commissaire Scott Butera est remplacé par l'ancien conseiller juridique d'AOL, Randall Boe, avant la saison 2018. Les changements organisationnels continuent pour 2019 avec le propriétaire du Soul de Philadelphie, Ron Jaworski, prenant la présidence du comité exécutif, transférant le siège social de Las Vegas à Philadelphie et nommant John Adams président et chef de l'exploitation.
Le 27 décembre 2018, l'AFL introduit un nouvel ensemble de logos qui devront être utilisés en 2019,.

#### Saison 2019
L'AFL dévoile officiellement son nouveau logo. C'est la première fois qu'un nouveau est introduit depuis 2003 et il constitue un changement important en matière d'identité visuelle.
Comme prévu, l'AFL ne sera plus à quatre équipes comme elle l'était l'année précédente. La Casino Reinvestment Development Authority, qui exploite le Boardwalk Hall à Atlantic City, dans le New Jersey, approuve à l’unanimité une offre permettant à une équipe de participer au championnat 2019. Le 7 février 2019, une nouvelle équipe d'expansion est ajoutée, à Columbus dans l'Ohio, portant à six le nombre d'équipes. Le nom complet des deux dernières franchise n'ayant pas encore été dévoilé.
La saison régulière 2019 est basée sur 13 semaines de compétitions, les six équipes se rencontrant à deux ou trois reprises tout en bénéficiant de une semaine de repos. Ensuite, les meilleurs quatre équipes participent ensuite aux playoffs : le 1er rencontre le 4e et le 2e rencontre le 3e, en matchs aller-retour. Les deux vainqueurs se rencontrent lors de l'ArenaBowl.
Quelques changements sont apportés aux règles. La pause de la dernière minute de la première mi-temps est éliminée. De plus, au quatrième quart temps, les règles traditionnelles d’arrêt de l’horloge AFL (une minute) n’entreront en vigueur qu’à trente secondes. Chaque équipe aura trois temps morts par mi-temps. Deux ne seront que des arrêts du chrono : l'horloge du match s'arrêtera mais l'horloge de jeu se réinitialisera immédiatement. Le troisième restera un temps mort habituel. Après un PAT ou une conversion à deux points, le chrono de jeu commencera à 60 secondes, sauf en cas de temps mort « publicitaire ».

### Aveu de faillite et fin
Le 27 novembre 2019, après plus de trente ans d'existence, l'AFL, par l'intermédiaire de son commissionnaire, Randall Boe, a annoncé qu'elle mettait fin à ses activités et qu'elle déclarait faillite en vertu du chapitre 7 de la loi sur les faillites des États-Unis,.

## Franchises AFL
| Équipe                     | Ville, État                 | Aréna                             | Capacité     | Fondé en     | Entraîneur        |
| Division Est               | Division Est                | Division Est                      | Division Est | Division Est | Division Est      |
| -------------------------- | --------------------------- | --------------------------------- | ------------ | ------------ | ----------------- |
| Firebirds d'Albany,        | Albany (New York)           | MVP Arena                         | 13,785       | 2023         | Damon Ware        |
| Myth du Minnesota          | St. Paul (Minnesota)        | TBD                               | TBD          | 2023         | Rickey Foggie     |
| Kats de Nashville          | Nashville (Tennessee)       | Nashville Municipal Auditorium    | 8,000        | 2023         | TBA               |
| Soul de Philadelphie       | Philadelphie (Pennsylvanie) | TBD                               | TBD          | 2023         | Patrick Pimmel    |
| Division Sud               |                             |                                   |              |              |                   |
| Force de la Géorgie        | Atlanta (Géorgie)           | Georgia State Convocation Center  | 8,000        | 2023         | Ramon Robinson    |
| VooDoo de la Louisiane     | Lake Charles (Louisiane)    | Sudduth Coliseum                  | 7,450        | 2023         | James Shiver      |
| Predators d'Orlando        | Orlando (Floride)           | Amway Center                      | 17,192       | 2019         | E. J. Burt        |
| Desert Hawks de West Texas | Odessa (Texas)              | Ector County Coliseum             | 5,131        | 2019         | Chris Siegfried   |
| Division Centrale          |                             |                                   |              |              |                   |
| Rampage de l'Iowa          | Council Bluffs (Iowa)       | Mid-America Center                | 6,793        | 2023         | Brandon Henderson |
| Liberty de Salina          | Salina (Kansas)             | Tony's Pizza Events Center        | 7,583        | 2015         | Heron O'Neal      |
| Storm de Southwest Kansas  | Dodge City (Kansas)         | United Wireless Arena             | 5,300        | 2021         | Gary Thomas       |
| Regulators de Wichita      | Park City (Kansas)          | Hartman Arena                     | 5,000        | 2023         | Clinton Solomon   |
| Division Ouest             |                             |                                   |              |              |                   |
| Outlaws de Billings        | Billings (Montana)          | MetraPark First Interstate Arena  | 8,700        | 2021         | Cedric Walker     |
| Blackbears de l'Oregon     | Salem (Oregon)              | Oregon State Fairgrounds Pavilion | 5,000        | 2023         | Chuck Jones       |
| Marshals de Rapid City     | Rapid City (Dakota du Sud)  | Summit Arena at The Monument      | 10,000       | 2021         | Shon King         |
| Wolfpack de Washington     | Everett (Washington)        | Angel of the Winds Arena          | 8,149        | 2023         | J.R. Wells        |
| Futures équipes 2025       |                             |                                   |              |              |                   |
| Bandits de l'Arizona       | Phoenix (Arizona)           | TBD                               | TBD          | 2023         | TBA               |
| Rush de Chicago            | Chicago (Illinois)          | TBD                               | TBD          | 2023         | TBA               |

## Hall of Fame
L'AFL a son propre Hall of Fame composé de joueurs, d'entraîneurs et de contributeurs qui ont eu un impact significatif sur la ligue. Il existe uniquement pour honorer divers affiliés de l'AFL. C'est le plus grand honneur pour tout membre du personnel impliqué dans l'AFL. Il n'a pas de lieu physique et existe uniquement en tant que liste de joueurs et de contributeurs gérée par la ligue elle-même.
Il existe depuis 1998 et comprend les classes 1998 à 2000, 2002 et 2011 à 2014.
Jay Gruden, coach des Redskins de Washington, est intronisé au Hall of Fame de l'AFL en tant que quarterback du Storm de Tampa Bay en 1999.

### Anciens membres de l'AFL au Pro Football Hall of Fame
- Kurt Warner, quarterback des Barnstormers de l'Iowa de 1995 à 1997, classe de 2017[139],[Note 1].
- Pat Bowlen, propriétaire du Crush du Colorado, de 2003 à 2008[140], intronisé dans la promotion 2019[141].
- Le partenaire de Bowlen au Crush, John Elway[140], est intronisé au HOF en tant que joueur en 2004[142].
- Joe DeLamielleure, joueur de ligne offensive et défensive, Rage de Charlotte en 1992, intronisé lors de la promotion 2003[143]. À noter que le temps de DeLamielleure dans la Ligue était en grande partie un coup publicitaire et que DeLamielleure n’a eu qu’une action limitée dans deux matchs[144].

## Règles de l'Arena Football
Les principales règles extraites de l'Arena Football League Rule Book 2017,.

### Le ballon
Le ballon officiel a la même taille et le même poids que le ballon de la NFL. Chaque balle est fabriquée par Wilson Sporting Goods.

### Le terrain

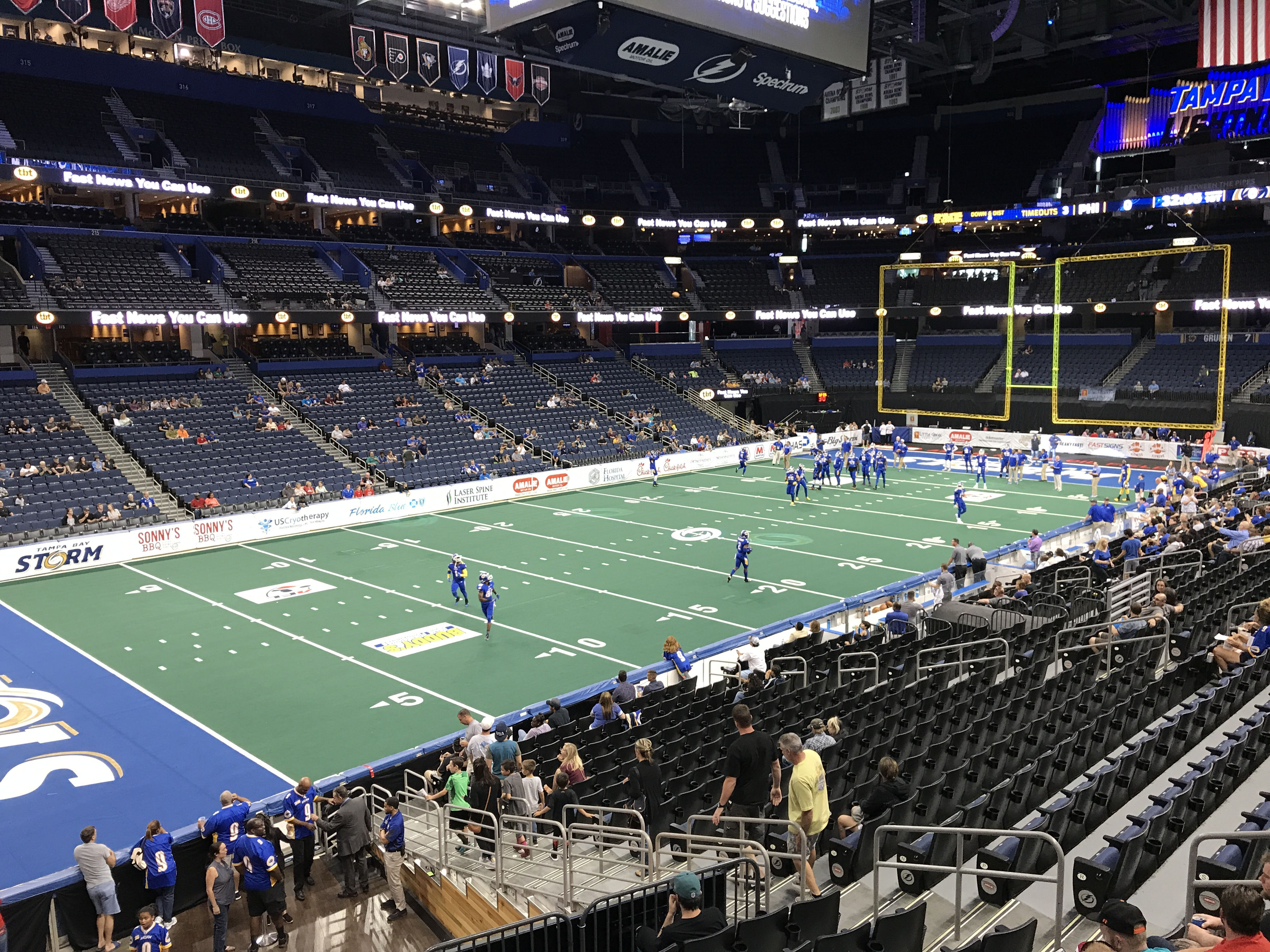
Un terrain d'arena football à l'Amalie Arena a Tampa en Floride. La salle de Storm de Tampa Bay.

Une surface intérieure rembourrée de 85 pieds (25,9 m) de large et 50 yards (45,4 m) de long avec des zones de buts de huit yards (7,3 m). Les buts ont une largeur de neuf pieds (2,7 m) et une hauteur de barre transversale de 15 pieds (4,5 m), les buts de la NFL ont une largeur de 18 1/2 (5,5 m) avec la barre transversale à 10 pieds (3 m). Les filets de rebond des buts mesurent 30 pieds de large (9,1 m) sur 32 pieds de haut (9,7 m). Le fond des filets est huit pieds (2,4 m) au-dessus du sol. Les barrières latérales ont une hauteur de 48 pouces (1,2 m) et sont en caoutchouc mousse haute densité.

### Les joueurs et les formations
Huit joueurs sont sur le terrain ; liste active de 20 hommes ; liste inactive de quatre hommes.
À l'origine, contrairement à la version classique du football américain, les joueurs jouent à la fois en attaque et en défense à l'exception du kicker, du quarterback, du spécialiste offensif (le kick returner) et de deux spécialistes de la défense. Tous les non-spécialistes ne peuvent être remplacés qu’une fois par quart-temps. La règle de la libre substitution est adoptée en 2007 et entraîne une plus forte spécialisation de postes. Quatre joueurs offensifs doivent être alignés sur la ligne de scrimmage. Trois joueurs défensifs doivent être des linemen (dans une formation de trois ou quatre). Un linebacker peut effectuer un blitz de chaque côté du centre. L'alignement est à deux yards ou plus de la ligne de scrimmage. Aucun stunt ou twist (échange de positions) n'est admis. Pénalité offensive : une fois qu'un récepteur avance avant le snap.

#### L'offensive
- Quarterback : même rôle qu'en NFL.
- Fullback : se trouve dans le champ arrière et est principalement un bloqueur, bien qu'il soit éligible pour courir et attraper le ballon.
- Trois wide receivers (plus communément appelés X, Y, Z) : un récepteur doit être sur la ligne de scrimmage. Tous les trois peuvent être en mouvement, mais un seul peut être en mouvement au moment du snap. Contrairement à la NFL, ce joueur en mouvement peut courir à toute vitesse sur la ligne d'engagement au moment du snap.
- Centre : passe le ballon au quarterback, au holder ou au punter et est un bloqueur.
- Guard : strictement bloqueur.
- Tight end : Un troisième joueur de ligne, il doit se déclarer à chaque jeu en levant la main. Il est principalement un bloqueur mais est éligible en tant que récepteur.

#### La défense
- Deux defensive ends : ils sont généralement les meilleurs pass-rushers de l'équipe. Ils peuvent jouer le long de la ligne de scrimmage, mais ne peuvent pas faire de drop-back ni de cover (défense de zone).
- Nose tackle : alignés à côté du centre, ils ne peuvent se précipiter que d'un côté ou de l'autre du centre.
- Linebacker Mack / Mike : se range souvent du côté des guards et c'est le jouer qui peut faire un blitz. Il peut couvrir si le fullback fait un rush.
- Linebacker Jill / Jack : s'aligne souvent près du tight end. Il ne peut pas faire de blitz, mais peut couvrir si le tight end ou le fullback court. Ce joueur était auparavant le joueur le plus gros et le plus physique de l'offensive, mais avec les remplacements libres, il finira probablement par devenir un vrai linebacker. Les deux linebacker sont « contenus » dans une boîte imaginaire d’une profondeur de 5 yards et de la largeur des épaules extérieures des joueurs de ligne offensive. Ils doivent rester à l'intérieur de cette limite à moins qu'ils ne couvrent un tight end ou un fullback ou quand le quarterback se déplace en dehors de sa poche de protection. Dans ce cas, l'un ou les deux linebacker peut couvrir ou revenir en arrière.
- Deux cornerbacks : ils peuvent faire de la défense de zone ou d'homme à homme. Ils ne peuvent pas faire de blitz.
- Safety : il peut jouer la zone ou couvrir un attaquant et est généralement le joueur couvrant le récepteur qui est en mouvement.

### Le temps
Quatre quart-temps de 15 minutes avec une mi-temps de 15 minutes. Le chronomètre ne s’arrête pas quand le ballon sort du terrain ou pour les passes incomplètes, sauf pendant la dernière minute de chaque mi-temps ou lorsque l’arbitre le juge nécessaire pour les pénalités, les blessures ou les temps morts. Chaque équipe dispose de trois temps morts par mi-temps.

### Mouvements de la balle et annotations
Quatre essais sont autorisés pour faire avancer le ballon de dix yards, pour un premier down ou pour marquer. Six points pour un touchdown. Un point pour une conversion par coup de but après un touchdown, deux points pour une conversion par drop kick et deux points pour une course ou une passe réussie après un touchdown. Trois points pour un field goal ou quatre points pour un field goal par drop kick. Deux points pour un safety.

### Les kickoffs
Les coups d'envoi se font depuis la ligne de but. Les kickers peuvent utiliser un tee (comme au golf) d'un pouce. Un punt est illégal. Au quatrième essai, une équipe peut tenter un premier essai, un touchdown ou un field goal. L’équipe qui reçoit peut récupérer tout kickoff ou field goal manqué qui rebondit sur les filets de rebond. Tout coup d'envoi non touché par un joueur qui sort du terrain sera placé à la ligne des 20 yards ou à l'endroit où il est sorti, selon ce qui est le plus avantageux pour l'équipe qui reçoit.

### Les passes
Les règles de jeu dans l'arena football sont les mêmes que celles de la NCAA dans lequel les receveurs doivent avoir un pied à l’intérieur. Une exception unique concerne les filets de rebond. Une passe en avant qui rebondit sur le filet de la zone des buts est une balle en direct et reste en jeu jusqu'à ce qu'elle touche la surface de jeu.

### Les prolongations
Les prolongations sont de 15 minutes. Chaque équipe obtient une possession pour marquer. Si, après que chaque équipe a eu une possession et une équipe est en avance, cette équipe gagne. Si les équipes sont à égalité après que chacune a eu une possession, la prochaine équipe à marquer gagne.

## Commissaires
- Randall Boe - 2018–2019
- Scott Butera - 2014-2018
- Jerry Kurz - 2010-2014
- Ed Policy - 2008-2009
- C. David Baker - 1996-2008
- Jim Drucker - 1994-1996
- Joe O'Hara - 1992-1994
- Jim Foster - 1987-1992

## Siège social
Durant son existence, les bureaux de l'AFL se sont trouvés dans quatre villes différentes :
- Chicago (1987-2009, 2012-2014)
- Tulsa (2009-2011)
- Las Vegas (2015-2017)
- Philadelphie (2018–2019)

## Système financier
L'AFL fonctionne actuellement selon le modèle à entité unique, la ligue détenant les droits sur les équipes, les joueurs et les entraîneurs. Ce modèle est adopté en 2010 lorsque la ligue est sortie de la faillite. Auparavant, la ligue suit le modèle de franchise, plus répandu dans les ligues de sport professionnel nord-américaines ; chaque équipe fonctionne essentiellement comme sa propre entreprise avec différents propriétaires et la ligue elle-même constitue une entité distincte qui, en échange des frais de franchise payés par les propriétaires, fournit des règles, des officiels, des horaires et les autres éléments de la structure organisationnelle. Une réserve d'argent est allouée aux équipes pour aider à couvrir les frais de déplacement.
Arena Football One, LLC, propriété de l'entité AFL, a été au centre de nombreuses controverses sur la mauvaise gestion des franchises, les factures impayées et plusieurs poursuites judiciaires à leur encontre.
Le 21 juillet 2016, le cofondateur de la ligue, l'ancien commissaire et président Jerry Kurz, intente un recours collectif contre Arena Football One, LLC et son successeur en tant que commissaire, Scott Butera, pour ce qui est considéré comme une rupture de contrat et une rétrogradation à la suite de son licenciement consécutif à la saison 2015. En août 2018, cette action en justice est abandonnée et Kurz part pour la Legends Football League en tant que directeur financier.

## Assistance
Le nombre moyen de spectateurs aux matchs AFL est d’environ 10 000 à 11 000 par match dans les années 1990, mais pendant la récession liée à la bulle Internet et aux attentats du 11 septembre 2001, leur nombre est tombé en dessous de 10 000 pendant plusieurs années. Du début de la saison 2004 à la dernière saison de la ligue d'origine en 2008, le nombre moyen de spectateurs est supérieur à 12 000, avec 12 392 en 2007. Onze des dix-sept équipes en activité en 2007 enregistrent un taux moyen de participation supérieur à 13 000. En 2008, le nombre moyen de participants augmente pour atteindre 12 957, avec huit équipes dépassant les 13 000 par match.
En 2010, première année de la ligue reconstituée après la faillite, la moyenne tombe à 8.135, avec une seule équipe (Tampa Bay) dépassant les 13.000 par match. La fréquentation moyenne par match en 2018, qui est de 7 901 personnes, est la plus basse depuis 2012.
| Saison | Nombre d'équipes | Assistance moyenne |
| ------ | ---------------- | ------------------ |
| 1986   | 2                | N/A                |
| 1987   | 4                | 11 278             |
| 1988   | 6                | 8 512              |
| 1989   | 5                | 5 705              |
| 1990   | 6                | 8 900              |
| 1991   | 8                | 10 250             |
| 1992   | 12               | 12 268             |
| 1993   | 10               | 11 530             |
| 1994   | 11               | 10 748             |
| 1995   | 13               | 11 260             |
| 1996   | 15               | 10 787             |
| 1997   | 14               | 10 935             |
| 1998   | 14               | 10 594             |
| 1999   | 15               | 10 013             |
| 2000   | 16               | 9 618              |
| 2001   | 19               | 9 188              |
| 2002   | 16               | 9 958              |
| 2003   | 16               | 11 397             |
| 2004   | 19               | 12 019             |
| 2005   | 17               | 12 829             |
| 2006   | 18               | 12 378             |
| 2007   | 19               | 12 392             |
| 2008   | 17               | 12 957             |
| 2009   | 0                | N/A                |
| 2010   | 15               | 8 135              |
| 2011   | 18               | 8 241              |
| 2012   | 17               | 7 841              |
| 2013   | 14               | 8 195              |
| 2014   | 14               | 8 473              |
| 2015   | 12               | 8 947              |
| 2016   | 8                | 9 342              |
| 2017   | 5                | 9 248              |
| 2018   | 4                | 7 601              |
| 2019   | 6                |                    |

## Media

### Télévision
| ESPN               | 1987-2002 | ,       |
| ESPN               | 2007-2008 | [ 159 ] |
| ESPN               | 2014-2019 | [ 160 ] |
| TNN Sports         | 2000-2002 | [ 161 ] |
| Prime Network      | 1989-1991 | ,       |
| Fox Sport Networks | 2004-2005 | [ 163 ] |
| NBC                | 2003-2006 | [ 164 ] |
| CBS                | 2013-2014 | [ 165 ] |
| OLN                | 2006      | ,       |
| NFL Network        | 2010-2012 | [ 167 ] |
| Ustream            | 2012-2013 | ,       |

### Jeux vidéo
Le premier jeu vidéo basé sur l'AFL est Arena Football pour C-64 sorti en 1988, limité à un choix de 6 équipes. Une nouvelle version sort en 1993. Le 18 mai 2000, Kurt Warner's Arena Football Unleashed est sorti par Midway Games pour la console de jeux PlayStation. Le 7 février 2006, EA Sports publie Arena Football pour PlayStation 2 et Xbox. EA Sports lance un autre jeu vidéo AFL, intitulé Arena Football: Road to Glory, le 21 février 2007 sur PlayStation 2.

### Littérature
En 2001, Jeff Foley publie War on the Floor: An Average Guy Plays in the Arena Football League and Lives to Write About It (Guerre sur le terrain: Un gars moyen joue dans l'Arena Football league et vit pour en parler). Le livre détaille les deux pré-saisons d'un journaliste (1999 et 2000) en tant que spécialiste offensif / écrivain auprès des Firebirds d'Albany, aujourd'hui disparus. L' « écrivain non athlétique » décrit comme mesurant 1,70 m participe à trois matchs préparatoires et attrape une passe pour une perte de 2 yards,.